# Terese Cannon
Terese Cannon (* 1. Oktober 1995 in Rochester, New York) ist eine US-amerikanische Beachvolleyballspielerin.

## Karriere
Cannon begann ihre Karriere 2014 zunächst als Hallenvolleyballerin an der Georgetown University. Von 2015 bis 2019 spielte sie für die USC Trojans in Los Angeles, wo sie auch mit dem Beachvolleyball begann.
Cannon spielt mit diversen Partnerinnen seit 2016 auf der US-amerikanischen AVP Tour und seit 2019 auch auf der internationalen FIVB World Tour. Hier wurde sie 2020 mit Kelly Reeves Zweite beim 2-Sterne-Turnier in Siem Reap. 2021 gewann sie mit Delaney Mewhirter im September das Ein-Stern-Turnier in Nijmegen und erreichte im November mit Sara Hughes den dritten Platz beim 4-Sterne-Turnier in Itapema.
Seit 2022 spielte Cannon zusammen mit Sarah Sponcil. Beste Ergebnisse auf der World Beach Pro Tour 2022 waren ein dritter Platz beim Challenge-Turnier in Kuşadası und ein zweiter Platz beim Elite16-Turnier in Kapstadt. Bei der Weltmeisterschaft in Rom erreichten Cannon/Sponcil nach vier Siegen das Achtelfinale, in dem sie gegen das deutsche Duo Müller/Tillmann ausschieden. Beim Elite16-Turnier der World Beach Pro Tour 2023 in Ostrava erreichten sie Platz zwei.
Seit September 2023 ist Megan Kraft Cannons neue Partnerin. Bei der WM in Tlaxcala erreichten Cannon/Kraft Platz neun. Die beiden erreichten im Juli der folgenden Saison in Gstaad zum ersten Mal gemeinsam die Vorschlussrunde bei einem Elite16 und sicherten sich mit dem Sieg im Halbfinale die Silbermedaille bei diesem Wettbewerb. Zum zweiten Mal in Folge standen die US-Amerikanerinnen anschließend beim gleichwertigen Wettbewerb in Wien auf dem Podest, als sie im kleinen Finale Ágatha und Rebecca bezwingen konnten. Auch im November landeten Cannon/Kraft in den Medaillenrängen, als sie im Elite16-Endspiel gegen die Brasilianerinnen Bárbara Seixas und Carol Solberg verloren. Beim World Beach Pro Tour Finale 2024 in Doha verloren sie im Endspiel gegen Kloth/Nuss.
Auf der World Pro Tour 2025 erreichten Cannon/Kraft beim ersten Elite16-Turnier im mexikanischen Quintana Roo den zweiten Platz.